# Hamartia
Hamartia (gr. ἁμαρτία – wina, grzech, przewinienie), wina tragiczna – w tragedii starożytnej błędne rozpoznanie i fałszywa ocena własnej sytuacji przez bohatera. Bohater, nieświadomy rzeczywistego znaczenia okoliczności, w jakich się znalazł, popełnia czyny prowadzące do dalszego przypieczętowania jego losu i ostatecznie do katastrofy. Kategorię hamartii określił Arystoteles w Poetyce na podstawie Króla Edypa Sofoklesa.